# Biserramenia
Biserramenia is een geslacht van wormmollusken uit de  familie van de Simrothiellidae.

## Soort
- Biserramenia psammobionta Salvini-Plawen, 1967